# Figulus samoanus
Figulus samoanus es una especie de coleóptero de la familia Lucanidae que habita en Samoa.